# Phlegra sogdiana
Phlegra sogdiana là một loài nhện trong họ Salticidae.
Loài này thuộc chi Phlegra. Phlegra sogdiana được Charitonov miêu tả năm 1946.